# TSV Grünwald
Der TSV Grünwald ist ein Sportverein aus Grünwald im Landkreis München.

## Geschichte und Hintergrund
Der TSV Grünwald wurde am 11. Februar 1927 von 82 Mitgliedern gegründet. 1928 wurde eine Fußballabteilung ins Leben gerufen, später kamen beim dem Breitensport verschriebenen Klubs weitere Abteilungen hinzu. Zwischen 1952 und 1954 wurde eine vereinseigene Turnhalle gebaut. Nach dem Bau einer Schwimmhalle an der seinerzeit in der Gemeinde beheimateten Sportschule kam es Mitte der 1960er Jahre zu einem massiven Aufschwung der Mitgliederzahl, die sich binnen kurzer Zeit bis zum Ende des Jahrzehnts auf über 2000 verdoppelte. 1983 wurde ein eigenes Vereinsheim in einer neu erbauten Dreifachhalle eröffnet. 1993 zog die Sportschule aus Grünwald nach Oberhaching um, anschließend kam es kurzzeitig zu einem Mitgliederschwund. Dieser wurde später wieder umgekehrt und der Verein verzeichnete Mitte der 2020er Jahre fast 5000 Mitglieder.
Die Fußballmannschaft des TSV Grünwald spielte lange Zeit nur im unterklassigen Ligabereich. 2013 verpasste sie in den Aufstiegsspielen u. a. gegen den Aufsteiger Türkgücü München den Sprung in die sechstklassige Landesliga Bayern. Vier Jahre später schaffte sie den Aufstieg und etablierte sich in den folgenden Jahren in der Südoststaffel der Spielklasse. In der Spielzeit 2023/24 gewann sie 25 ihrer 34 Saisonspiele und stieg damit als Meister vor dem TSV 1880 Wasserburg erstmals in der Vereinsgeschichte in die Bayernliga auf, in der der Neuling in der Südstaffel antritt.
Nach dem Ende seiner Karriere beim FC Bayern München war Arjen Robben ab Sommer 2019 kurzzeitig als Jugendtrainer beim Klub tätig, als er die F-Jugend-Mannschaft seines Sohnes betreute. Später war Lothar Matthäus ebenfalls als Jugendtrainer für die Mannschaft seines Sohnes beim TSV Grünwald tätig.
Die Badmintonabteilung des TSV Grünwald konnte einige vordere Platzierungen und Titelgewinne bei den deutschen Seniorenmeisterschaften verbuchen.
Die 1990 gegründete Baseballabteilung tritt als Grünwald Jesters an und spielte zeitweise in der Bundesliga.